# Oleg Sakirkin
Oleg Yevgenevich Sakirkin (né le 23 janvier 1966 à Chimkent, mort le 18 mars 2015) est un athlète soviétique puis kazakh, spécialiste du triple saut.

## Carrière
Il se révèle lors de la saison 1987 en se classant troisième des championnats du monde de Rome (17,43 m), derrière le Bulgare Khristo Markov et l'Américain Mike Conley, puis devient champion d'Europe en salle dès l'année suivante grâce à un triple bond de 17,30 m.

## Palmarès
| Date                       | Compétition                    | Lieu                | Place               |                     |
| Représentant l'URSS        | Représentant l'URSS            | Représentant l'URSS | Représentant l'URSS | Représentant l'URSS |
| -------------------------- | ------------------------------ | ------------------- | ------------------- | ------------------- |
| 1987                       | Championnats du monde          | Rome                | 3e                  |                     |
| 1988                       | Championnats d'Europe en salle | Budapest            | 1er                 |                     |
| 1989                       | Coupe d'Europe                 | Budapest            | 1er                 |                     |
| 1989                       | Universiade                    | Duisbourg           | 2e                  |                     |
| 1990                       | Championnats d'Europe en salle | Glasgow             | 2e                  |                     |
| Représentant le Kazakhstan |                                |                     |                     |                     |
| 1993                       | Universiade                    | Buffalo             | 2e                  |                     |
| 1993                       | Goodwill Games                 | Saint-Pétersbourg   | 2e                  |                     |
| 1993                       | Championnats d'Asie            | Manille             | 2e                  |                     |
| 1994                       | Finale du Grand Prix           | Paris               | 1er                 |                     |
| 1994                       | Coupe du monde des nations     | Londres             | 3e                  |                     |
| 1994                       | Jeux asiatiques                | Hiroshima           | 1er                 |                     |

- Vainqueur des championnats du Kazakhstan en plein air en 1993
- 2e des championnats d'URSS 1989

## Records personnels
- Plein air : 17,58 m (23 juillet 1989)
- Salle : 17,36 m (4 février 1990)